# Rákoš, Košice-okolie
Rákoš este o comună slovacă, aflată în districtul Košice-okolie din regiunea Košice. Localitatea se află la altitudinea de 331 m deasupra n.m., se întinde pe o suprafață de 10,56 km2 și în 2017 număra 353 de locuitori.

## Istoric
Localitatea Rákoš este atestată documentar din 1387.

## Demografie
| An:                | 1994 | 2004    | 2014   | 2024   |
| ------------------ | ---- | ------- | ------ | ------ |
| Număr de persoane: | 305  | 349     | 343    | 375    |
| Diferență:         |      | +14,42% | −1,71% | +9,32% |

| An:                | 2023 | 2024   |
| ------------------ | ---- | ------ |
| Număr de persoane: | 363  | 375    |
| Diferență:         |      | +3,30% |